# Störzelbach (Alesheim)
Störzelbach ist ein Gemeindeteil der Gemeinde Alesheim im Landkreis Weißenburg-Gunzenhausen (Mittelfranken, Bayern). Störzelbach liegt in der Gemarkung Alesheim.

## Lage
Durch das Dorf fließt der gleichnamige Störzelbach, ein Nebenfluss der Altmühl. Störzelbach befindet sich rund 1,5 Kilometer nordöstlich von Alesheim, nahe der Gemeindegrenze zu Ellingen. Nördlich liegt Stopfenheim; südöstlich befindet sich nahe dem Flüglinger Berg der Ort Weimersheim.

## Geschichte
Die früheste Nennung als „Sterzelbach“ stammt aus dem Jahr 1336 im Zusammenhang mit dem Verkauf an den Deutschen Orden. 
Am 1. April 1971 wurde die bis dahin selbständige Gemeinde Störzelbach im Zuge der Gemeindegebietsreform in die Gemeinde Alesheim eingegliedert.

## Baudenkmäler
Zu den Baudenkmälern in Störzelbach zählen das Austragshaus Störzelbach 1 aus dem 19. Jahrhundert, die eingeschossige Mühle Störzelbach 17 mit Satteldach aus dem Jahr 1792 und der viergeschossige Gemeindeturm mit Zeltdach aus dem Jahre 1901, das Wahrzeichen des Ortes.

## Persönlichkeiten
- Antonia Katheder (* 1993), Silbermedaillengewinnerin bei den Olympischen Jugend-Sommerspielen 2010, geboren in Störzelbach